# Палилула (Болгария)
Палилула (болг. Палилула) — село в Болгарии. Находится в Монтанской области, входит в общину Бойчиновци. Население составляет 70 человек.

## Политическая ситуация
Палилула подчиняется непосредственно общине и не имеет своего кмета.
Кмет (мэр) общины Бойчиновци — Славей Иванов Костодинов (Граждане за европейское развитие Болгарии (ГЕРБ)) по результатам выборов в правление общины.